# Dominick Kumbela
Dominick Kumbela, plus communément appelé Domi Kumbela, né le 20 avril 1984 à Kinshasa au Zaïre, est un footballeur congolais qui évolue au poste d'attaquant. Il joue actuellement pour le club allemand de l'Eintracht Brunswick.

## Biographie

### Les débuts
Kumbela commence sa carrière avec les équipes de jeunes du FK Pirmasens et rejoint lors de la saison 2002-03 le FC Kaiserslautern en équipe de jeune, puis en réserve. Il fait ses débuts en réserve le 7 décembre 2002, lors de la 22e journée de Regionalliga (D3) contre le SV Elversberg. Il remplace Aleksander Burch à la 63e minute de la partie (défaite 1-0). Il marque son premier but avec la réserve le 18 avril 2004, lors de la 27e journée de Regionalliga contre Stuttgarter Kickers (victoire 2-1). En novembre 2005, il est licencié en raison de la consommation de cannabis.

### Rot-Weiss Erfurt
Le Rot-Weiss Erfurt lui donne une seconde chance et il signe en faveur de ce club pendant la trêve hivernale de la saison 2005-06. Il fait ses débuts le 22 février 2006, lors de la 22e journée de Regionalliga contre la réserve de Hambourg SV. Il remplace Tony Schnuphase à la 58e minute de la partie (défaite 3-0). Lors sa première saison, il joue 14 matchs sans marquer. Il marque son premier but le 5 août 2006, lors de la 2e journée de Regionalliga contre le Rot-Weiss Ahlen (2-2). Kumbela marque 10 buts en 28 matchs de championnat durant la saison 2006-07.
Néanmoins au cours de la saison 2006-07, Kumbela est accusé d'être impliqué dans un scandale de paris de foot. Le tribunal de Francfort le reconnaît coupable de "fraude commerciale" et le condamne à payer une amende de 16 000 euros. Il est renvoyé au début de l'exercice 2007-08 après quelques semaines pour conduite antisportive. En décembre 2007, son club annonce qu'il est licencié avec effet immédiat après avoir battu sa petite amie et un videur dans une discothèque à Erfurt. Avec le Rot-Weiss Erfurt, Kumbela aura joué 56 matchs et marqué 17 buts.

### Eintracht Brunswick
Lors de la seconde moitié de la saison 2007-08, Kumbela rejoint l'Eintracht Brunswick. Il fait ses débuts le 24 février 2008, lors de la 23e journée de Regionalliga contre le SV Babelsberg 03. Il remplace André Schembri à la 58e minute de la partie (victoire 2-1). Il marque son premier but le 12 mars, lors de la 30e journée de Regionalliga contre la réserve de Hambourg SV (victoire 2-1). Kumbela marque au cours de cette saison deux buts en 14 matchs.
Pour la saison 2008-09, il signe au SC Paderborn 07 en 3. Liga (D3). Il fait ses débuts en 3. Liga, le 27 juillet 2008 contre le Fortuna Düsseldorf, où il marque un doublé. Il est remplacé à la 70e minute par Rolf-Christel Guié-Mien (victoire 4-1). Kumbela marque huit buts en 30 matchs de 3. Liga.
Kumbela rejoint alors la 2. Bundesliga (D2) avec le Rot-Weiss Ahlen, mais il arrête son contrat en novembre 2009. Il fait ses débuts le 7 août 2009, lors de la 1re journée de 2. Bundesliga contre le FC Sankt Pauli. Il est remplacé à la 82e minute par Thomas Bröker (défaite 2-1). Il joue au total six matchs, sans marquer.
En janvier 2010, il retourne à l'Eintracht Brunswick. Il fait ses débuts le 24 février 2010, lors de la 23e journée de 3. Liga contre le Wacker Burghausen. Il est remplacé à la 90e minute par Fait-Florian Banser (victoire 1-0). Il marque son premier but le 6 mars, lors de la 26e journée de 3. Liga contre le FC Ingolstadt 04 (3-3). La saison suivante, il remporte le championnat de troisième division et il termine meilleur buteur de 3. Liga avec 19 buts inscrits. 
Il fait ses débuts en 2. Bundesliga avec l'Eintracht le 17 juillet 2011, lors de la 1re journée contre le TSV 1860 Munich, où il marque son premier but (victoire 3-1). Il joue au total 32 matchs pour 10 buts inscrits. La saison suivante, il termine vice-champion de 2. Bundesliga, et le club se voit promu en Bundesliga (D1). Il termine par la même occasion meilleur buteur de D2 avec 19 buts inscrits. En février 2013, il prolonge son contrat avec Eintracht jusqu'en 2016. 
Il fait ses débuts en Bundesliga (D1) le 25 août 2013, lors de la 3e journée de Bundesliga contre l'Eintracht Francfort. Il remplace Norman Theuerkauf à la 70e minute de la partie (défaite 2-0). Il marque son premier but le 5 octobre, lors de la 8e journée de Bundesliga contre le VfL Wolfsburg (victoire 2-0). Il réussit un coup du chapeau le 15 février 2014, lors de la 21e journée de Bundesliga contre l'Hamburger SV, à l'occasion d'une victoire de son club 4-2. Kumbela est seulement le 7e joueur de l'histoire de la Bundesliga à marquer un hat-trick, en étant rentré en jeu comme remplaçant.

### Équipe nationale
En décembre 2012, Kumbela est inclus dans la liste provisoire délivrée par l'entraîneur Claude Le Roy en vue de la CAN 2013. Cependant, il décide de ne pas jouer pour son pays, afin de se concentrer sur son club.

### En dehors des terrains
En 2013, Kumbela prend part à la campagne contre le racisme "Elf gegen Rassismus pour Show Racism the Red Card".

## Palmarès

### En club
- Avec l'Eintracht Brunswick : 
  - champion de 3. Liga en 2011

### Distinctions personnelles
- Meilleur buteur de 3. Liga en 2011 (19 buts)
- Meilleur buteur de 2. Bundesliga en 2013 (19 buts)

## Statistiques
| Saison                | Club                  | Championnat           | Championnat | Championnat | Coupe(s) nationale(s) | Coupe(s) nationale(s) | Total | Total |
| Saison                | Club                  | Division              | M.          | B.          | M.                    | B.                    | M.    | B.    |
| 2002 - 2003           | FC Kaiserslautern II  | Regionalliga (D3)     | 3           | 0           | -                     | -                     | 3     | 0     |
| 2003 - 2004           | FC Kaiserslautern II  | Regionalliga          | 12          | 1           | -                     | -                     | 12    | 1     |
| 2004 - 2005           | FC Kaiserslautern II  | Oberliga (D4)         | 25          | 7           | -                     | -                     | 25    | 7     |
| 2005 - 2006           | FC Kaiserslautern II  | Regionalliga          | 8           | 0           | -                     | -                     | 8     | 0     |
| 2005 - 2006           | Rot-Weiss Erfurt      | Regionalliga          | 14          | 0           | -                     | -                     | 14    | 0     |
| 2006 - 2007           | Rot-Weiss Erfurt      | Regionalliga          | 28          | 10          | -                     | -                     | 28    | 10    |
| 2007 - 2008           | Rot-Weiss Erfurt      | Regionalliga          | 14          | 7           | -                     | -                     | 14    | 7     |
| 2007 - 2008           | Eintracht Brunswick   | Regionalliga          | 14          | 2           | -                     | -                     | 14    | 2     |
| 2008 - 2009           | Paderborn 07          | 3. Liga (D3)          | 30          | 8           | 1                     | 0                     | 31    | 8     |
| 2009 - 2010           | Rot-Weiss Ahlen       | 2. Bundesliga (D2)    | 6           | 0           | 1                     | 0                     | 7     | 0     |
| 2009 - 2010           | Eintracht Brunswick   | 3. Liga               | 16          | 5           | -                     | -                     | 16    | 5     |
| 2010 - 2011           | Eintracht Brunswick   | 3. Liga               | 38          | 19          | 1                     | 0                     | 39    | 19    |
| 2011 - 2012           | Eintracht Brunswick   | 2. Bundesliga         | 32          | 10          | 1                     | 0                     | 33    | 10    |
| 2012 - 2013           | Eintracht Brunswick   | 2. Bundesliga         | 30          | 19          | 2                     | 0                     | 32    | 19    |
| 2013 - 2014           | Eintracht Brunswick   | Bundesliga (D1)       | 30          | 9           | -                     | -                     | 30    | 9     |
| Total sur la carrière | Total sur la carrière | Total sur la carrière | 289         | 94          | 6                     | 0                     | 295   | 94    |

1. ↑  Jusqu'en novembre 2005.
2. ↑  Jusqu'en décembre 2007.
3. ↑  Jusqu'en décembre 2009.